# Osekovo
Osekovo – wieś w Chorwacji, w żupanii sisacko-moslawińskiej, w gminie Popovača. W 2011 roku liczyła 853 mieszkańców.